# Taperakan
Taperakan (en armenio: Տափերական) es una comunidad rural de Armenia ubicada en la provincia de Ararat.
En 2008 tenía 3909 habitantes. Entre 1939 y 1991 la localidad se denominaba "Kírov" en honor al líder comunista Serguéi Kírov.
Fue fundado en los años 1930 como un sovjós y en 1946 creció notablemente al albergar a repatriados de Persia.
Se ubica sobre la carretera H8, unos 5 km al sureste de la capital provincial Artashat.

## Demografía
Evolución demográfica:
| Año        | 1939 | 1959 | 1970 | 1979 | 1989 | 2001 | 2004 |
| Habitantes | 645  | 2321 | 2956 | 3003 | 3495 | 3708 | 3384 |